# Día Mundial de la Diversidad Cultural para el Diálogo y el Desarrollo
El Día Mundial de la Diversidad Cultural para el Diálogo y el Desarrollo es una jornada que se celebra anualmente el 21 de mayo desde 2003, instaurada por la Asamblea General de las Naciones Unidas (AGNU) el 20 de diciembre de 2002.

## Proclamación
El Día Mundial de la Diversidad Cultural para el Diálogo y el Desarrollo fue proclamado por la AGNU el 20 de diciembre de 2002. La proclamación surgió como una iniciativa para enfatizar y promover la diversidad cultural y el diálogo intercultural a nivel global, en respuesta a la Declaración Universal sobre la Diversidad Cultural de la UNESCO en 2001, que identificó la diversidad cultural como un patrimonio común de la humanidad y una fuerza motriz para el desarrollo sostenible.

## Celebración
Este día se celebra anualmente el 21 de mayo y se conmemoró por primera vez en 2003. Los eventos y actividades alrededor del mundo incluyen conferencias, exposiciones artísticas y campañas educativas que buscan fomentar un diálogo intercultural más profundo. La celebración apunta a crear conciencia sobre la importancia de la diversidad cultural como herramienta esencial para lograr la paz y el desarrollo sostenible. En sus celebraciones se han desarrollado diversas iniciativas globales, entre ellas, la campaña "Haz un gesto por la Diversidad y la Inclusión"  que estimula la participación activa en la promoción de la diversidad. Estos eventos han promovido la protección del patrimonio cultural inmaterial y el fortalecimiento de las industrias creativas como pilares del desarrollo económico y social.